# Ульрих III (граф Невшателя)

Графство Невшатель на карте Верхней Бургундии

Ульрих III (нем. Ulrich III de Neuchâtel-Nidau; 1170/1175 — между 20 июня и 31 декабря 1225) — граф Нёвшателя, граф Фениса, Арберга и Страсберга, сеньор Арконсьель-Иллена и Валанжена.

## Биография
Родился 1170/1175. Второй сын Ульриха II Нёвшательского (ум. 1191/92) и Берты де Гранж.
После смерти отца управлял графством Нёвшатель сначала со своим братом Родольфом II (1191—1196), затем с его сыном Бертольдом I (с 1196). Начиная с 1196 года носил титул графа и сеньора Нёвшателя (comes et dominus de Novo castro).
Средневековые историки путают Ульриха III с его отцом Ульрихом II, умершим в 1191/1192 году. Так, например, они сообщают, что он:
- в 1170-е годы получил от императора Фридриха Барбаросса должность бальи Бьенна, к которой прилагались земельные владения — Валь-де-Сент-Имье и Дьесс.
- в 1180 году получил несколько фьефов от епископа Лозанны.
- участвовал в Третьем крестовом походе, из которого вернулся в 1190 году.

Эта информация, если она верна, относится к Ульриху II, так как его одноимённый старший сын родился не ранее 1170 года.
В 1198 году Ульрих III получил от епископа Лозанны Вико Пизано разрешение чеканить монету во владениях на территории диоцеза, которым пользовался до своей смерти.
В 1214 году графы Ульрих III и Бертольд I даровали Нёвшателю различные привилегии, целью которых было увеличение численности жителей, так как город сильно пострадал от эпидемии чумы. Были снижены налоги, сборы и суммы штрафов за преступления.
В 1218 году в обмен на несколько сеньорий Ульрих III приобрёл баронию Валь-де-Травер.
В 1218 году умер герцог Бертольд V Церинген, вассалом которого являлись графы Нёвшателя. Герцогство унаследовал германский император Фридрих II, ставший таким образом непосредственным сюзереном Ульриха III. Чтобы упрочить своё положение, тот предложил племяннику разделить владения.
По договору от 9 апреля 1218 года Ульрих III стал графом, а Бертольд I — сеньором Нёвшателя («Ulricus comes et Bertoldus dominus Novi Castri»). Кроме того, Ульрих III получил графство Фенис и сеньорию Валанжен, Бертольд I — баронию Валь-де-Траверс. Таким образом дяде достались немецкие земли (dominia theutonica), племяннику — французские (dominia gallica).

## Семья
Первая жена (свадьба не позднее 1190) — Гертруда (ум. 1201/02), происхождение не выяснено. Вторая жена (помолвка 1202) — Иоланта фон Урах, дочь Эгино IV Бородатого, графа фон Ураха, племянница Бертольда V Церингена, наследница Арберга.
Дети от первой жены:
- Родольф (ум. между 25 ноября 1255 и 14 марта 1257) — граф Нёвшателя, родоначальник линии Невшатель-Нидо.
- Берта (ум. после 27 октября 1246), жена Лютольда V фон Регенсберга.

Дети, из которых некоторые могут быть от первой, остальные — от второй жены:
- Оттон (ум. 2 июля после 1245);
- Бертольд (ум. до 14 марта 1273), сеньор Штрасберга, родоначальник графов Штрасберга;
- Генрих Нёвшательский (ум. 13 сентября 1274), епископ Базеля с 1263;
- Ульрих (ум. 1276/79), сеньор Арберга;
- Гертруда (ум. 1260), муж — Дитхельм VII, граф фон Тоггенбург;
- две дочери.

Дочь от второй жены:
- Агнесса (ум. 1263 или позже), жена Пьера, сеньора де Грансона.